# Ankita
Ankita (Hindi: अंकिता/अङ्किता, Marathi: अंकिता, Gujarati: અંકિતા, bengalisch: অঙ্কিতা) ist ein weiblicher Vorname.

## Herkunft und Bedeutung
Der Name ist die indische weibliche Form von Ankit, was in Sanskrit etwa markiert bedeutet.

## Namensträgerinnen
- Ankita Dhyani (* 2002), indische Leichtathletin
- Ankita Raina (* 1993), indische Tennisspielerin